# Filago arvensis
La Bambagia campestre (nome scientifico Filago arvesis L., 1753) è una specie di pianta angiosperma dicotiledone della famiglia delle Asteraceae (sottofamiglia Asteroideae).

## Etimologia
Il nome generico (Filago) deriva dalla voce latina filum (= piccolo filo) e si riferisce o al ricco tomento di queste piante simile ai fili dei capelli o ai fiori filamentosi esterni. L'epiteto specifico (arvensis) si riferisce all'habitat usuale di questa piante (i campi e prati).
Il binomio scientifico attualmente accettato (Filago arvesis) è stato proposto da Carl von Linné (1707 – 1778) biologo e scrittore svedese, considerato il padre della moderna classificazione scientifica degli organismi viventi, nella pubblicazione ”Species Plantarum” del 1753.

## Descrizione

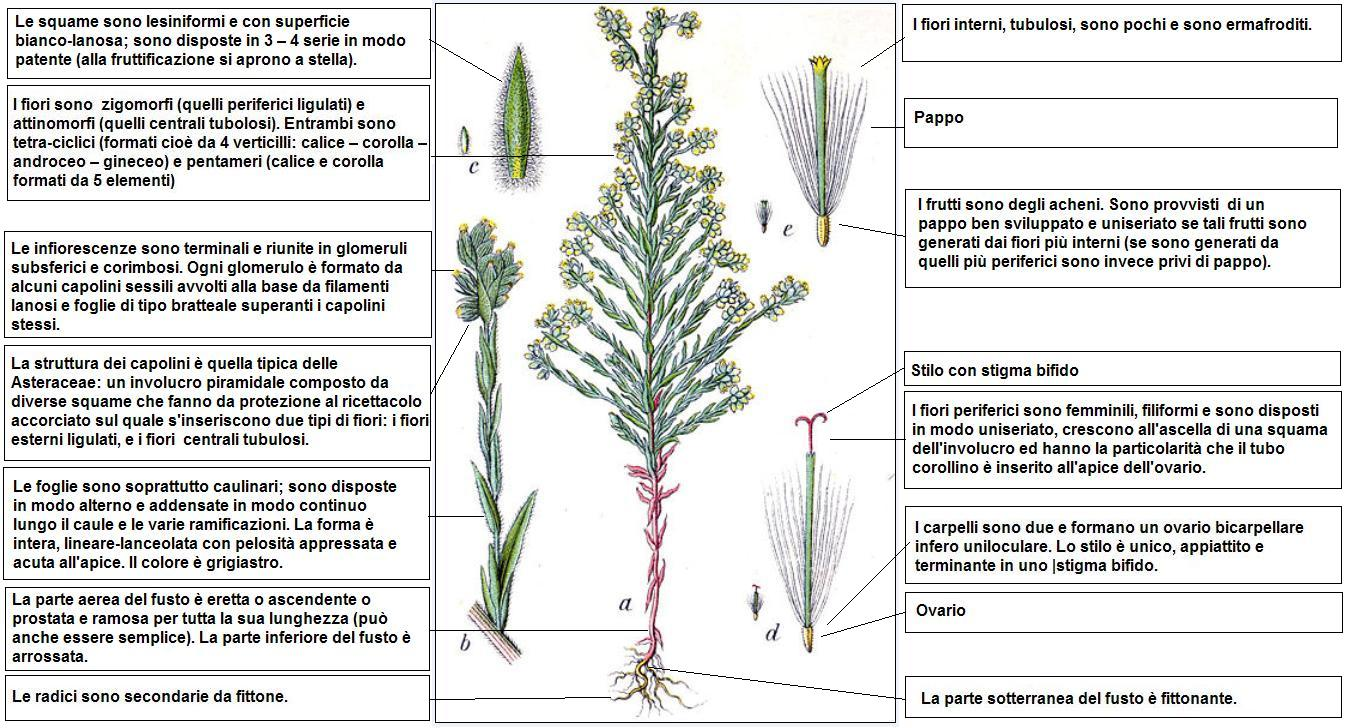
Descrizione delle parti della pianta

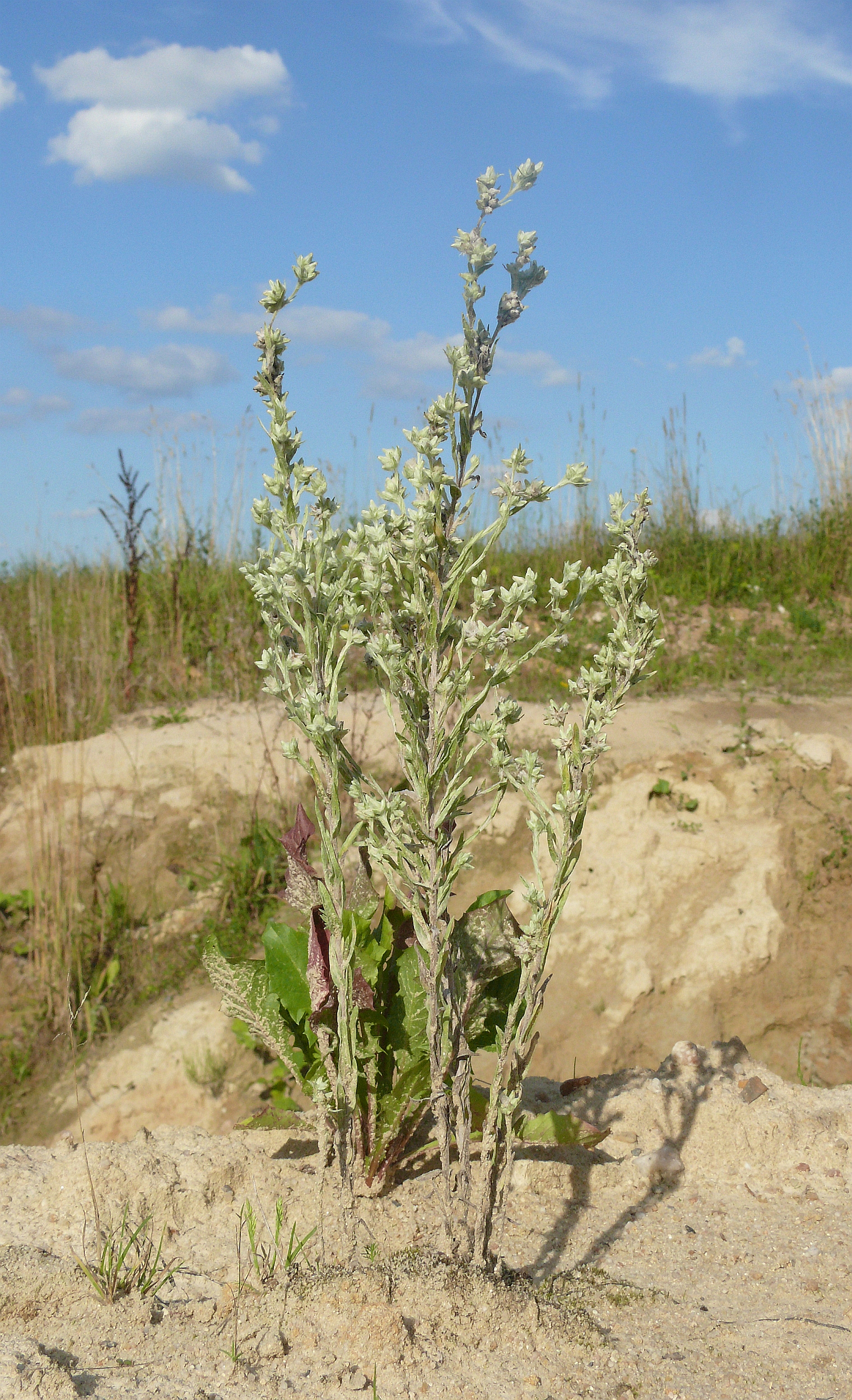
Il portamento

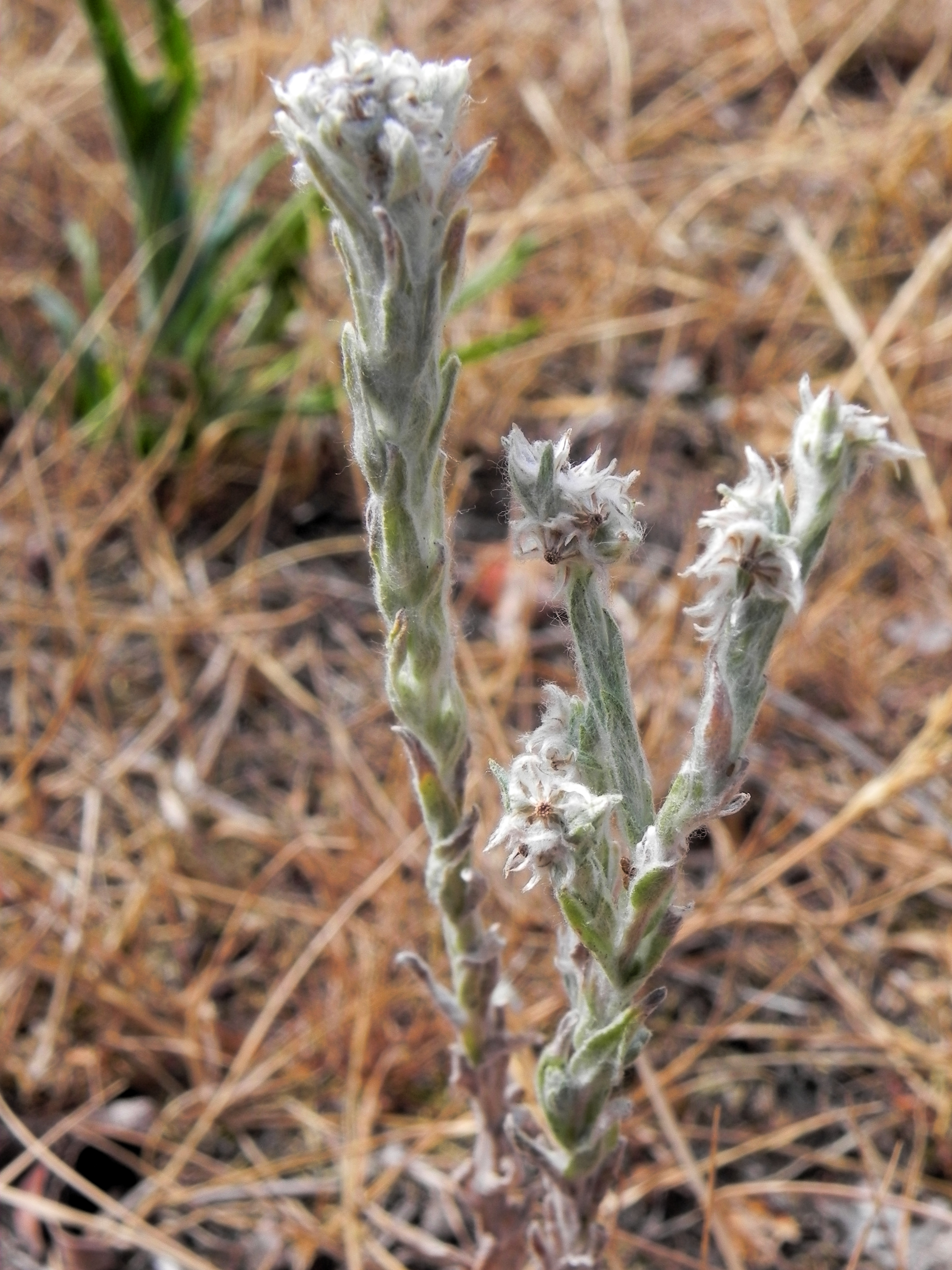
Le foglie lungo il fusto

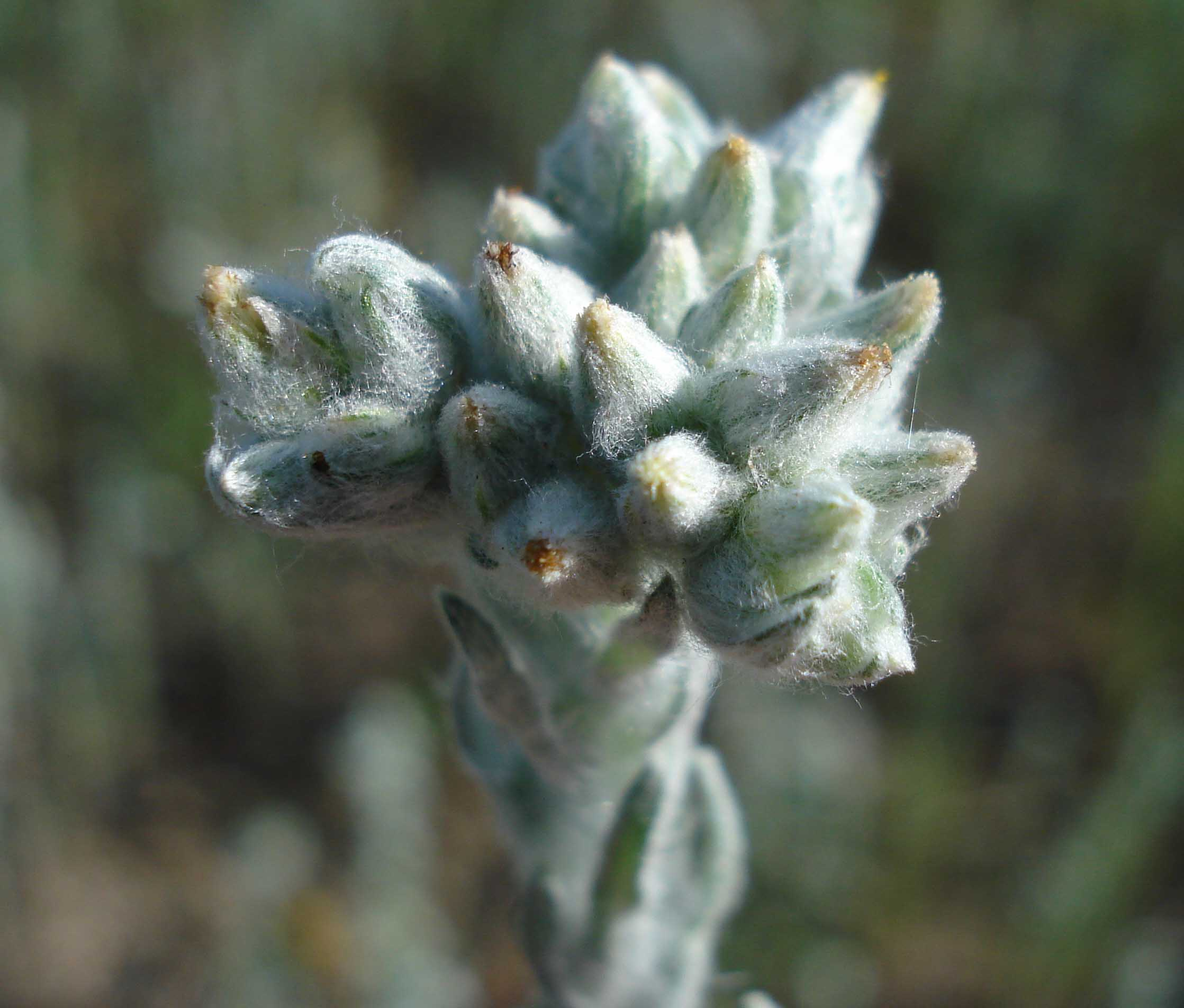
Infiorescenza

Habitus. La superficie di queste piante è bianco-lanosa. La forma biologica è terofita scaposa (T scap), ossia sono piante erbacee che differiscono dalle altre forme biologiche poiché, essendo annuali, superano la stagione avversa sotto forma di seme, e sono munite di asse fiorale eretto e con poche foglie. Una delle caratteristiche più particolari di questa specie sono le infiorescenze in quanto una generazione dei capolini sembra elevarsi sopra il grappolo precedente che l'ha generato. Queste piante sono considerate monoiche in quanto i capolini contengono fiori femminili esternamente e fiori ermafroditi (e quindi anche maschili) centralmente.
Radici. Le radici sono secondarie da fittone.
Fusto. Le piante di questa specie sono alte tra 3 – 30 cm.
- Parte ipogea: la parte sotterranea è fittonante.
- Parte epigea: la parte aerea del fusto è eretta o ascendente o prostata e ramosa per tutta la sua lunghezza (può anche essere semplice). Le ramificazioni sono dicotomo-corimbose[13]. La parte inferiore del fusto è arrossata.

Foglie. Le foglie sono soprattutto caulinari; sono disposte in modo alterno e addensate in modo continuo lungo il caule e le varie ramificazioni fertili. La forma è intera, lineare-lanceolata con pelosità appressata e acuta all'apice. Il colore è grigiastro. Dimensioni delle foglie: larghezza 2 – 3 mm; 8 – 16 mm.
Infiorescenza. Le infiorescenze (o più esattamente sinflorescenze) sono terminali e riunite in glomeruli subsferici e corimbosi. Ogni glomerulo è formato da alcuni capolini (2 – 5 capolini) sessili avvolti alla base da filamenti lanosi e foglie di tipo bratteale superanti i capolini stessi. La struttura dei capolini (infiorescenza vera e propria) è quella tipica delle Asteraceae: un involucro piramidale (e pentagonale alla base) composto da diverse brattee che fanno da protezione al ricettacolo  accorciato sul quale s'inseriscono due tipi di fiori: i fiori esterni ligulati (assenti in questo caso), e i fiori centrali tubulosi. In particolare quelli periferici sono femminili, filiformi e sono disposti in modo uniseriato, crescono all'ascella di una squama dell'involucro ed hanno la particolarità che il tubo corollino è inserito all'apice dell'ovario; quelli interni, tubulosi, sono pochi e sono ermafroditi. Le squame sono lesiniformi e con superficie bianco-lanosa; sono disposte in 3 – 4 serie in modo patente (alla fruttificazione si aprono a stella). Dimensione dell'involucro: larghezza 2 mm; lunghezza 4 – 5 mm. Diametro dei capolini: 2 – 3 mm.
Fiori.  I fiori sono tetra-ciclici (formati cioè da 4 verticilli: calice – corolla – androceo – gineceo) e pentameri (calice e corolla formati da 5 elementi). Sono inoltre tubulosi, attinomorfi e si distinguono in:
- fiori del disco esterni: sono femminili e filiformi; sono disposti in modo uniseriato o biseriato; crescono all'ascella di una brattea dell'involucro ed hanno la particolarità che il tubo corollino è inserito all'apice dell'ovario;
- fiori del disco centrali: sono pochi e sono ermafroditi oppure talvolta sono funzionalmente maschili (per aborto dell'ovario); le forme sono tubulari;

In questo gruppo di piante i fiori radiati (ligulati o del raggio) sono assenti; a volte sono confusi con i fiori femminili (tubulosi) del disco esterno più o meno sub-zigomorfi con un lembo piatto e possono essere interpretati come fiori del raggio.
- Formula fiorale:

*/x K {\displaystyle \infty }, [C (5), A (5)], G 2 (infero), achenio
- Calice: i sepali del calice sono ridotti ad una coroncina di squame.
- Corolla: la forma della corolla normalmente è tubolare con 4 lobi; i lobi hanno delle forme da lanceolate o deltate a lineari. I colori della corolla sono giallastri.
- Androceo: l'androceo è formato da 5 stami sorretti da filamenti generalmente liberi; gli stami sono connati e formano un manicotto circondante lo stilo; le teche (produttrici del polline) sono prive di sperone, ma hanno la coda (una sola); le appendici apicali delle antere hanno delle forme piatte; il tessuto endoteciale (rivestimento interno dell'antera) è quasi sempre polarizzato (con due superfici distinte: una verso l'esterno e una verso l'interno). Il polline è di tipo echinato (con punte sporgenti) a forma sferica è formato inoltre da due strati di ectesine, mentre lo strato basale è spesso e regolarmente perforato (tipo “gnafaloide”).[8]
- Gineceo: l'ovario è infero uniloculare formato da 2 carpelli. Lo stilo (il recettore del polline) è intero o biforcato con due stigmi nella parte apicale. Gli stigmi hanno una forma da allungata; possono essere ricoperti da minute papille o avere dei penicilli dorsali. Le superfici stigmatiche sono separate.[8]
- Antesi: da maggio a luglio.

Frutti. I frutti sono degli acheni. Gli acheni sono provvisti di un pappo ben sviluppato e uniseriato se tali frutti sono generati dai fiori più interni (se sono generati da quelli più periferici sono invece privi di pappo). Dimensione degli acheni: 0,7 mm. Lunghezza del pappo: 2,5 mm.

## Biologia
Impollinazione: l'impollinazione avviene tramite insetti (impollinazione entomogama tramite farfalle diurne e notturne).

Riproduzione: la fecondazione avviene fondamentalmente tramite l'impollinazione dei fiori (vedi sopra).

Dispersione: i semi (gli acheni) cadendo a terra sono successivamente dispersi soprattutto da insetti tipo formiche (disseminazione mirmecoria). In questo tipo di piante avviene anche un altro tipo di dispersione: zoocoria. Infatti gli uncini delle brattee dell'involucro (se presenti) si agganciano ai peli degli animali di passaggio disperdendo così anche su lunghe distanze i semi della pianta. Inoltre per merito del pappo il vento può trasportare i semi anche a distanza di alcuni chilometri (disseminazione anemocora).

## Distribuzione e habitat

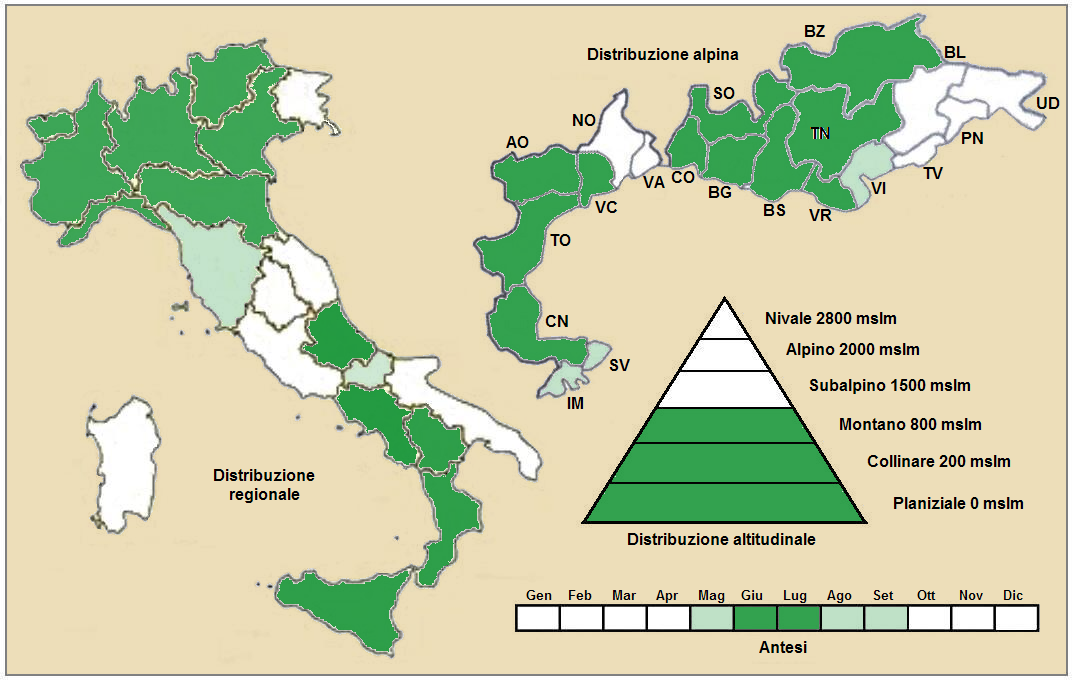
Distribuzione della pianta
(Distribuzione regionale – Distribuzione alpina)

Geoelemento: il tipo corologico (area di origine) è Euri-Mediterraneo / Sud Siberiano (Subpontico) o più semplicemente Eurasiatico.
Distribuzione:  in Italia questa specie è comune quasi ovunque, distinguendo due areali (uno al nord/centro e uno più a sud); è più rara nella parte orientale (sia al nord che al centro che al sud). Nell'arco alpino è presente in tutte le province ad esclusione delle province di NO, BL e UD. Oltre confine (sempre nelle Alpi) è presente in Francia (dipartimenti di Alpes-de-Haute-Provence, Hautes-Alpes, Alpes-Maritimes, Drôme, Isère e Savoia), nella Svizzera (cantoni Berna, Vallese, Ticino e Grigioni), in Austria (Länder del Vorarlberg, Tirolo Settentrionale, Tirolo Orientale, Salisburgo, Carinzia, Stiria e Austria Inferiore)e in Slovenia. Sugli altri rilievi europei è presente nella Foresta Nera, Vosgi, Massiccio del Giura, Massiccio Centrale, Pirenei e Carpazi. Fuori dall'Europa si trova in Asia occidentale.
Habitat: l'habitat tipico per questa specie sono i campi, gli incolti, i pascoli aridi; ma anche ambienti ruderali, scarpate, sentieri e affioramenti rocciosi. Il substrato preferito è siliceo (o anche calcareo/siliceo) con pH acido, medi valori nutrizionali del terreno che deve essere arido.
Distribuzione altitudinale: sui rilievi alpini queste piante si possono trovare fino a 1.900 m s.l.m.; frequentano quindi i seguenti piani vegetazionali: collinare e montano (oltre a quello planiziale – a livello del mare).

### Fitosociologia
Dal punto di vista fitosociologico alpino la specie di questa voce appartiene alla seguente comunità vegetale:
Formazione: delle comunità pioniere a terofite e succulente
Classe: Koelerio-Corynephoretea

## Tassonomia
La famiglia di appartenenza di questa voce (Asteraceae o Compositae, nomen conservandum) probabilmente originaria del Sud America, è la più numerosa del mondo vegetale, comprende oltre 23.000 specie distribuite su 1.535 generi, oppure 22.750 specie e 1.530 generi secondo altre fonti (una delle checklist più aggiornata elenca fino a 1.679 generi). La famiglia attualmente (2021) è divisa in 16 sottofamiglie; la sottofamiglia Asteroideae è una di queste e rappresenta l'evoluzione più recente di tutta la famiglia.

### Filogenesi
Il genere della specie di questa voce è descritto nella tribù Gnaphalieae (una delle 21 tribù della sottofamiglia Asteroideae) e in particolare nella sottotribù Gnaphaliinae. Da un punto di vista filogenetico, la tribù Gnaphalieae fa parte del supergruppo (o sottofamiglia) "Asteroideae grade"; l'altro è il supergruppo "Non-Asteroideae" contenente il resto delle sottofamiglie delle Asteraceae. All'interno del supergruppo è vicina alle tribù Senecioneae, Calenduleae, Astereae e Anthemideae.
Il genere della specie di questa voce appartiene al clade Flag, un gruppo informale monofiletico della sottotribù Gnaphaliinae che occupa una posizione più o meno "basale" e con il clade Australasian forma un "gruppo fratello". In questo gruppo sono presenti specie dioiche (solo fiori femminili o solo fiori maschili) e piante a portamento cusciniforme. I capolini, in formazioni corimbose o spiciformi, possono essere sottesi da foglie bratteali. Il ricettacolo in alcuni casi è squamoso.
Il "Flag clade", da un punto di vista filogenetico, può essere suddiviso in due parti: il "Lucilia group" basato sui tricomi degli acheni e il resto del clade (in posizione "basale") considerato "gruppo fratello" del primo e denominato Filago group e caratterizzato dalle palee ricettacolari che sottendono, e più o meno racchiudono, i fiori femminili. Il genere di questa voce appartiene al gruppo "basale" caratterizzato tra l'altro dall'assenza di tricomi.
Sandro Pignatti nella "Flora d'Italia" divide le specie del genere, relativamente alla flora spontanea italiana, in tre gruppi:
- Gruppo A: i fusti sono eretti, mediamente ramosi; le brattee involucrali sono da 15 a 20;
- Gruppo B: i fusti sono eretti, mediamente ramosi; le brattee involucrali sono da 20 a 25;
- Gruppo C: il fusto è ridotto; le piante sono formate da un glomerulo di capolini avvolti dalla rosetta basale.

La specie di questa voce appartiene al Gruppo A.
I caratteri distintivi per la specie  F. arvensis  sono:
- il portamento è erbaceo annuale con altezze di 3 - 20 cm;
- il pappo ha dei peli lunghi di 2,5 - 3 mm.

Il numero cromosomico di F. arvensis è: 2n = 28.

### Variabilità
I due areali (nord/centro e sud) di distribuzione della specie individuano anche due varietà con caratteristiche diverse. L'areale meridionale è caratterizzato da piante a statura più bassa (10 cm al massimo) con fusti poco ramificati e pelosità più densa verso i capolini (che risultano così quasi invisibili). Alcuni autori le individuano come specie indipendenti con i binomi di Filago alpestris Presl. oppure di Filago lagopus (Willd) Parl., ma questo è da verificare più a fondo.

### Sinonimi
Sono elencati alcuni sinonimi per questa entità:
- Filago alpestris Presl. (1822)
- Filago lagopus (Willd.) Parl.
- Filago paniculata Moench (1794)
- Gnaphalium arvense (L.) Scop.
- Logfia arvensis (L.) Holub
- Oglifa arvensis (L.) Cass.

### Specie simili
La morfologia di questa specie è abbastanza singolare per cui poche sono le altre specie confondibili con questa. Logfia minima (Sm.) Dumort. ha dimensioni ridotte; Logfia gallica (L.) Coss. & Germ. ha delle foglie molto appuntite; Filago germanica (L.) Huds. ha una tipica infiorescenza a ramificazioni dicotomiche.